# Gorsachius goisagi
Gorsachius goisagi е вид птица от семейство Чаплови (Ardeidae). Видът е застрашен от изчезване.

## Разпространение
Разпространен е в Китай, Хонконг, Индонезия, Япония, Република Корея, Филипини, Русия и Тайван.